# 竹下なな
竹下 なな（たけした なな、1982年6月17日 - ）は、日本のAV女優、ヨガインストラクター。
神奈川県出身。

## プロフィール
- 身長：165cm
- 血液型：A型
- スリーサイズ：B85・W63・H88
- 趣味:タップダンス
- 特技:サッカー

## 人物
- 日本女子体育大学体育学部体育学科卒業。中学校・高等学校第一種教員免許（保健体育）を所持している。スポーツクラブインストラクターとして５年の勤務経験があり、アクアビクス、キックボクシング、ヨガ等のトレーニング指導を行う。2006年10月に結婚準備で退職するが、結婚はせず大学時代から続けてきたAV女優業を本職として活動を始める。[1]

- SM、フィストファック、アナルフィスト、スカトロ等のハードな撮影もこなし、その方面での出演作が多い。また身体能力の高さを活かしてCPEキャットファイト!女祭り、CPE道場マッチ、キャットファイトプラス、キャットファイト・ハードコア、バスローブ柔道などの各種格闘系イベントで好成績を収めている。

- 本人曰く、「経験人数は2000人から3000人くらい。もう自分でも正確には分からない。」「中高生の頃はスポーツ浸けで、初体験は遅くて17歳。」「性欲が強くて、いちばん多いときは女は自分一人で14Pまでしたことがある。」「Wフィストの撮影で、肘の近くまでズッポリ挿れて激しく動かされても、ヨガの力で肛門と性器はガバガバになっていない。」とのこと。[2]

- 撮影会なども積極的に行っている。

- 竹下奈々、小野田秀美名義での仕事もある。

- 三匹の兎を愛玩している。

- 現在、顔面神経麻痺と三叉神経痛という病と闘っていることをTwitter上で公表している。

## 出演作品

### アダルトビデオ
2004年
- 「現役女子体育大学生 摘便フィストファック」（2004年8月19日発売 ディープス）高橋尚名義、他、沢田なつき

2005年
- 「女格闘家 VS レイプ魔」(2005年1月20日発売 SODクリエイト)
- 「Wフィストファッキング 2」(2005年2月18日発売 アルファーインターナショナル)
- 「フィスト×フィスト×フィスト」(2005年5月4日発売 ナチュラルハイ)…共演:桜ふじこ、りん。
- 「Wフィスト竹下なな」(2005年9月13日発売 マルクス兄弟)
- 「穴G V 穴あきGパン 5 悶絶･アナルG編」(2005年10月14日発売 アロマ企画)…他出演:海老川せり、七瀬くるみ
- 「第2回うんこおもらし我慢大会」(2005年10月29日発売 GIGA)…共演:中村りお、三上玲美、小山あゆみ
- 「HEROINE排泄拷問 18」(2005年11月12日発売 GIGA)…共演:中村りお

2006年
- 「俺のフィスト」(2006年3月10日発売 アルファーインターナショナル)
- 「ファイテングガールズエロス」(2006年5月4日発売 ナチュラルハイ)…共演:秋津薫、桜井あや、山下麻耶
- 「ミセス・ケツメドル」(2006年6月11日発売 アロマ企画)
- 「人妻フィストSEX」(2006年9月9日発売 ボスキャット)
- 「ノーモザイクアナルフィスト」(2006年9月13日発売 カルマ)
- 「M性遺伝子竹下なな」(2006年12月1日発売 ワンズファクトリー)
- 「穴あきGパン5」(2006年12月15日発売 アロマ企画)

2007年
- 「酒豪淫乱熟メス＆フィストに狂う変態女!」(2007年2月7日発売 桃太郎映像出版)…共演:星優奈、大貫希
- 「SMフィスト 友田真希」(2007年2月7日発売 アタッカーズ)…共演:友田真希
- 「志摩紫光調教シリーズ 二穴フィスト責め」（2007年2月15日発売 志摩プランニング）葉山みわ名義
- 「100％まるごとりおwithさやか」（2007年3月3日発売 アルファーインターナショナル）
- 「奥様はアナル好きで中出しWフィスト」(2007年3月10日発売 タイフーン)
- 「イキまくりNON-STOPフィストファック」(2007年3月13日発売 マルクス兄弟)…他出演:遠藤真弓、中塚愛、HINAKO
- 「酔娘伝 ハプバーへ行こう!!美島涼」（2007年4月7日発売 桃太郎映像出版）
- 「100%まるごとRen.」(2007年4月20日発売 アルファーインターナショナル)
- 「志摩紫光調教シリーズ 肛虐フィスト」（2007年5月10日発売 志摩プランニング）葉山みわ名義
- 「なな&りんごと一緒にハプハプしようぜ!」(2007年6月19日発売 桃太郎映像出版)…共演:野原りんご
- 「生SEXが一番、絶叫･失神!!」(2007年9月19日発売 桃太郎映像出版)
- 「マニア通信 こぶし」(2007年11月19日発売 桃太郎映像出版)…他出演:はるか、匿名希望
- 「そんなの関係ねぇ！！俺達の、キレちまった夏。」(2007年12月7日発売 桃太郎映像出版)…他出演:高原智美、芹沢つかさ、長瀬あずさ、若槻めい、藤優希、水澤あいさ、白河ゆい、吉川ゆい、山口りえ、麻生なな
- 「責め痴女スペシャル 女教師ダブルフィスター NANA ～チ●ポと腕を咥えこむ～」(2007年12月17日発売 レアル・ワークス)

2008年
- 「イカセ鬼ダブルフィスト しかも生中出し なな」(2008年1月18日発売 レアル・ワークス)
- 「色に狂った未亡人 濡らして待つわ…」(2008年3月13日発売 FAプロ)…他出演:友田真希
- 「玩具 責め絶頂 イカせ」(2008年4月3日発売 アルファーインターナショナル)…他出演:楠下カリン、若林ひかる、伊沢夕、長谷川りな
- 「無毛恥帯 つるつるマンコ」（2008年4月7日発売 桃太郎映像）
- 「異物挿入 フィスト」(2008年4月10日発売 麒麟堂)
- 「フィスト 打ち上げ特別編」(2008年4月10日発売 麒麟堂)
- 「女体拷問研究所 12」(2008年4月26日発売 ベイビーエンターテイメント)…共演:村上里沙
- 「肉欲ドロヌマ地獄 ハードレズビアン」（2008年5月25日発売、ながえSTYLE）…共演:大越はるか、桜田さくら
- 「ヒロイン排泄地獄12」（2008年7月25日発売 GIGA）
- 「私は痴女 人妻編 奥さん!まだ満足できないの」（2008年7月25日発売 クリスタル映像）
- 「レズビアン・ハーレム；華道教室に咲いた三輪の百合花」（2008年8月9日発売 ルビー）…他出演:小池絵美子 浅井舞香
- 「ザ・タブー家族 義母がすけべで身がもたない 23」（2008年9月23日発売 東京音光）…共演:佐藤美紀
- 「僕の義母は女王様気分」（2008年9月23日発売 東京音光）…共演:秋津薫
- 「熟れた肉体は男を誘う 誘拐・姦禁・レイプ」（2008年9月25日発売 FAプロ）他、愛乃彩音
- 「やっぱり義母さんでしかイケない」（2008年12月12日発売 東京音光）…共演:美咲礼
- 「まさか叔母ちゃんに筆下ろしされるとは…18」（2008年12月12日発売 東京音光）…共演:川瀬さやか

2009年
- 「美熟女奴隷 2 竹下なな」（2009年1月29日発売 アートビデオ）
- 「義母と息子 秘蜜の情事 Vol.2」（2009年2月25日発売 FAプロ・プラチナ）…共演:望月加奈
- 「超微細ハイビジョン！中出しに悶える三人の美熟女 2」（2009年6月23日発売 なでしこ）…他出演:小池絵美子 浅井舞香
- 「スゴイ！イカセ」（2009年7月15日発売 レアルワークス）
- 「体操レオタード着たまんまFUCK」（2009年8月4日発売 ファムファタール）
- 「女教師のHな体験談」（2009年9月20日発売 パラダイスTV）…共演:松田美奈
- 「双丘 第2章」（2009年9月29日発売 オルスタックピクチャーズ）…共演:結月里奈
- 「人妻隊 2［川崎編］」（2009年10月16日発売 オンエアー）…共演:ゆきな（仮名）
- 「いってもやめないオナニー中毒女の連続アクメ映像」（2009年11月14日発売 ラハイナ東海）…他出演:三浦可奈 安達みずほ 加藤なお 桃井さなえ
- 「おま○んこアナルふた穴同時突っ込みレズ」（2009年12月7日発売 アイリング）
- 「デカ尻女を騎乗位でその気にさせて無理矢理ウンコさせてみた」（2009年12月15日 ジャネス）

2010年
- 「脚線美という暴力」(2010年4月23日発売 ラッシュ)
- 「ふたなりレズ 17」（2010年10月27日発売 NEXT GROUP）…共演:桃咲まなみ

2011年
- 「近親快楽劇場 母の妹がスケベで我慢できない」（2011年3月1日発売 熟工房/エマニエル）…他出演:永瀬あき 川瀬さやか 芹沢舞
- 「熟れた肉体は男を誘う 誘拐・姦禁・レイプ」（2011年11月22日発売 シネマ・コーポレーション）…共演:松下ゆうか

2013年
- 「衝撃映像！二穴同時姦通Wフィスト4時間」（2013年5月25日発売 マルクス兄弟）…他出演:高原沙恵 轟絵夢 石黒リナ

2015年
- 「三十路熟♀、竹下ななの、おじさんの精力アップさせる方法!」（2015年6月12日発売 スパークビジョン）

### イベントＤＶＤ
- 「ぬるぬるポロリ！キャットファイト･ハードコアin新木場」（2008年6月22日発売 パラダイスTV）
- 「CPEキャットファイト!女祭り2007[下巻]」（2008年8月4日発売 CPE）
- 「キャットファイトプラス Vol.5」（2009年11月6日発売 ぱっぷる）対:ピンクタイガー
- 「キャットファイト大全集 18 エッチハプニング編/道場マッチ特集編」…対:夢子（2010年4月22日発売 CPE）
- 「キャットファイト大全集 20 おもしろ･エッチハプニング編/道場マッチ特集編」…対:ランジェリー武藤（2010年8月26日発売 CPE）
- 「キャットファイト大全集 22 おもしろ･エッチハプニング編/道場マッチ特集編」…対:森崎愛（2010年8月26日発売 CPE）
- 「お蔵出し映像 キャットファイト大全集24」（2010年10月27日発売 Cat Panic Entertainment）ランジェリーバトルロイヤル…対:夢子、鳳華、えりんこ

## テレビ
- 「しみけんの脳ミソつるつる野郎」（2015年4月3、10日放送 テレビ埼玉）精力アップ料理研究家として出演
- 「ダラケ! ～お金を払ってでも見たいクイズ～『SEXカウンセラー【地上波では絶対に放送できない！】』」（2015年7月23日放送 BSスカパー）SEXカウンセラーとして出演
- 「ダラケ!生放送!!お金を払ってでも見たいクイズ『年越しカウントダウンSP!』」（2015年12月31日放送 BSスカパー）

## 映画
- 「性愛婦人 淫夢にまみれて」（2010年11月19日公開 大蔵映画）他 里見瑶子 琥珀うた 監督 池島ゆたか
- 「奴隷飼育 変態しゃぶり牝」（2011年1月28日公開 オーピー映画）主演:浅井千尋
- 「その男、エロにつき アデュ～！久保新二伝」（2011年2月9日公開 マクザム）他 山口真里 日高ゆりあ 里見瑤子 望月梨央 小滝かれん
- 「未亡人銭湯 おっぱいの時間ですよ！」（2012年8月13日公開 大蔵映画）他 晶エリー（大沢佑香） 日高ゆりあ 監督 池島ゆたか

## イベント
- CPE6周年記念スペシャルキャットファイト「女祭り2007」（新木場1stリング、2007年12月28日）長谷真理香とのタッグで対: Mr.MANAI&吉堂ひろ江
- プロレス（浅草インディーズアリーナファイト倶楽部、2008年7月19日）バトルロイヤル
- CPE道場マッチ（CPE道場、2008年11月17日）シャッターチャンスわかとのタッグで対:アップルみゆき＆夢子、シングル戦 対:夢子
- キャットファイトプラス（パサル新宿御苑店、2008年11月30日）対:ピンクタイガー
- CPE道場マッチ（CPE道場、2009年1月26日）対:アップルみゆき
- CPE道場マッチ（CPE道場、2009年3月30日）対:森崎愛
- CPE道場マッチ（CPE道場、2009年4月13日）ランジェリー武藤
- 「（猫）女闘美・博09」（新木場1stリング、2009年5月1日）ランジェリーバトルロイヤル:対:夢子、鳳華、えりんこ
- キャットファイトプラス「女たちの歌舞伎町 華の陣」（黒鳥の湖、2009年5月24日）対:えんりこ
- CPE道場マッチ（CPE道場、2009年6月21日）対:森崎愛
- バスローブ柔道2010 ACT-3（秋葉原スタジオ pixi、2010年7月4日）対:MANAMI
- バスローブ柔道2010 ACT-4（秋葉原スタジオ pixi、2010年8月1日）対:愛音ミク

## 舞台
- 「VIVID COLOR～ヴィヴィッドカラー～」（アフリカ座 2009/12/17～2009/12/20）他 藍山みなみ 日高ゆりあ 合沢萌 松下ゆうか 夏川亜咲 樹林れもん 新垣さくら 水美津希

## 出版
著書
- 「セックスが危ない!」（2014年4月25日発売 三和出版）
- 「保健体育の先生が教えるオンナのカラダ 今さら聞けないセックスルール55」（2018年8月12日発売 笠倉出版社）

連載
- 体育SEX48手（スポーツニッポン大阪本社版2007年4月4日～8月29日 毎週水曜日）